# Пробуда (хребет)
 Тази статия е за селото в Област Търговище.  За хребета вижте Пробуда.  
Пробуда (78°07′30″ ю. ш. 85°56′00″ з. д. / 78.125° ю. ш. 85.933333° з. д.) е страничен хребет в хребета Сентинел, планина Елсуърт. Получава това име в чест на село Пробуда в Област Търговище през 2010 г.

## Описание
Хребет Пробуда е с дължина 15 km и ширина 4.5 km. Спуска се от връх Андерсън на север-североизток към връх Тод в северно-централния дял на хребет Сентинел. Най-високата точка на хребета е връх Прес (3732 m), други по-високи върхове са Тод (3650 m) и Айер (3732 m). Простира се между ледниците Ембрей на запад, Патлейна на североизток и Елън на югоизток. Чрез Чепинската седловина се свързва с Бенгайските възвишения.

## Картографиране
Американска топографска карта на върха от 1961 г. и 1988 г.

## Карти
- Vinson Massif. Scale 1:250 000 topographic map. Reston, Virginia: US Geological Survey, 1988.